# Shunichiro Okano
Shunichiro Okano, född 28 augusti 1931 i Tokyo prefektur, Japan, död 2 februari 2017, var en japansk fotbollsspelare.